# Rani Padmini
Rani Padmini o Padmavati, (... – 1303 ?) è stata una leggendaria regina indiana menzionata nel Padmāvat, poema epico scritto da Malik Muhammad Jayasi nel 1540.. Secondo il poema, fu la moglie di re Ratansen di Forte Chittor; e la figlia del contemporaneo re Sinhala. Rani Padmini fu famosa in tutta l'India per la sua eccezionale bellezza.
Non esistono evidenze storiche sul fatto che ella sia realmente esistita. Il Padmãvat è la prima fonte scritta su Rani Padmini, ma venne composto circa 240 anni dopo gli eventi in esso descritti.
Padmini o Padmavati passò la sua giovinezza nel regno di Sinhala sotto le cure di suo padre Gandharvsena e della madre Champavati. Aveva un pappagallo parlante di nome "Hiramani". Suo padre convocò un incontro e invitò tutti i re indù e Rajput a chiedere la sua mano. Malkhan Singh, un re di un piccolo stato, chiese la sua mano, ma re Rawal Ratan Singh di Chittor, che aveva molte altre regine, convenne a Singhal, sconfisse Malkhan Singh e sposò Padmini come vincitore dello swayamvara. Tornò poi a Chittor con la sua bella regina quindicenne Padmini.

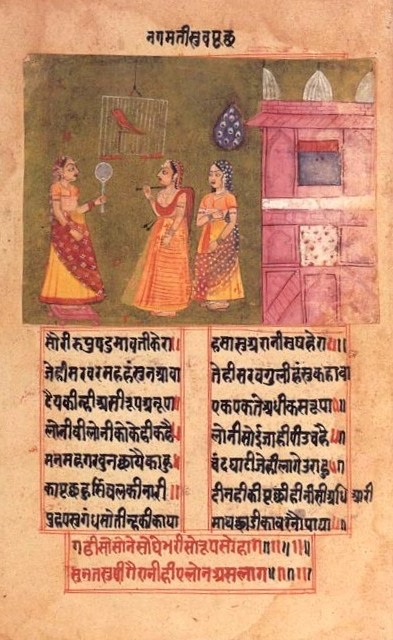
La regina Nagamati chiese al suo nuovo pappagallo: dimmi amato pappagallo, c'è una donna al mondo più bella di me?

Il pappagallo decantò la bellezza di Padmavati, rise e guardò la regina. Un manoscritto miniato del Padmavat, ca. 1750
Nel XII e XIII secolo, il sultanato di Delhi - regno fondato dagli invasori musulmani - continuava ad acquisire potere. Il sultano fece ripetuti attacchi contro il regno Mewar. La ragione di uno degli attacchi a Chittor, da parte di Alauddin Khilji, fu quella di ottenere con la forza la bella Rani Padmini. La storia è basata sul libro scritto dagli storici di Alauddin per giusticare gli attacchi contro i regni Rajput e per vanificare il coraggio e l'eroismo che era presente nei maschi e nelle femmine dei signori della guerra Rajput. Alcuni storici non sono d'accordo con la storia che si basa su fonti musulmane per infiammare la cavalleria Rajput. La storia utilizza tutte queste tattiche e trucchi che sono necessari per farla sembrare vera.
In quell'epoca Chittor era sotto il dominio del re Rajput Rawal Ratan Singh, un coraggioso e nobile guerriero. Oltre ad essere un marito amorevole e un governante giusto, Rawal Ratan Singh era anche un mecenate delle arti. Nella sua corte vi erano molte persone di talento, uno dei quali era un musicista di nome Raghav Chetan. Ma nessuno sapeva che, Raghav Chetan era anche un mago. Usava il suo talento malefico per avversare i suoi rivali e, purtroppo per lui, venne colto in flagrante nel suo atto di invocare spiriti maligni. Alcune altre fonti dicono che Raghav Chetan era stato espressamente invitato da Ratan Singh per alcuni lavori sporchi.
Udendo queste parole, il re Rawal Ratan Singh divenne furioso e bandì Raghav Chetan dal suo regno dopo aver fatto annerire il suo volto e averlo messo a cavallo di un asino. Questa dura punizione costò a Ratan Singh un nemico senza compromessi. Contrariato per l'umiliazione subita, Raghav Chetan si diresse a Delhi, con l'obiettivo di cercare di incitare il sultano, Alauddin Khilji, ad attaccare Chittor.
Le donne che fecero jauhar perirono ma il loro ricordo è rimasto vivo fino ad oggi per via dei canti dei bardi che hanno glorificato il loro atto, che era giusto in quei giorni e in quelle circostanze. Un alone di onore fu dato al loro sacrificio.

## Padmāvat
Il poema di Malik Muhammad Jayasi da un'altra fonte sugli eventi.
Quando Ratan Singh rifiutò la richiesta di Alauddin di avere Padmavati nel suo harem, scoppiò la guerra e il re fu fatto prigioniero. Nel frattempo, il re della vicina Kambhalner fece una proposta indecente alla regina. Ratan Singh riuscì a fuggire e ad uccide il re di Kambhalner, ma venne ferito a morte. Le sue due regine, Padmavati e Nagmati, fecero Jauhar e l'esercito di Alauddin giunse quando le loro ceneri erano ancora calde. Chittor cade sotto il dominio dell'imperatore.

## Morte
Si crede che la Maharani Padmini fece Jauhar nel 1303. Jauhar (chiamata anche jowhar) è un'auto immolazione della regina e delle donne reali dei regni Rajput, per evitare di cadere nelle mani del nemico vincitore. Questa pratica aveva lo scopo di salvare se stessa dal diventare concubina o schiava del re vincitore, cosa non accettabile per una regina Rajput.